# ヤンさんの自慢料理
ヤンさんの自慢料理（ヤンさんのじまんりょうり、原題：Yan Can Cook、旧字体：甄 能 煮）はマーティン・ヤンが司会進行と料理をする料理番組であり、日本では1990年代に放送された。
タイトル通り人気料理人のヤンが、自慢の腕を振るう番組であり、日本ではNHK-BSで放送され、同時期に放送された『ボブの絵画教室』同様に人気があった番組であった。完全に公開番組でもあり、ヤンがジョークも交えながら手際よく素早く料理を作る事からかつての『世界の料理ショー』と比較された。
ヤンの声は龍田直樹が担当した。
数年後続編的番組『ヤンさんのおもしろ中国料理』が同じくNHK-BSで放送された。